# Formel-2-Europameisterschaft 1980
Die Formel-2-Europameisterschaft 1980 umfasste 12 Wertungsläufe, beginnend mit dem Lauf in Thruxton am 7. April und endend mit dem Rennen in Hockenheim am 28. September dieses Jahres. Den Meistertitel gewann Brian Henton, der für das Toleman-Werksteam antrat. Zu den tragischen Ereignissen dieser Saison gehören die tödlichen Unfälle Markus Höttingers auf dem Hockenheimring und Hans-Georg Bürgers in Zandvoort.

## Teams und Fahrer
| Team                                           | Chassis       | Motor         | Nr. | Fahrer               | Rennen           |
| ---------------------------------------------- | ------------- | ------------- | --- | -------------------- | ---------------- |
| ICI Roloil Team March                          | March 802     | BMW           | 1   | Teo Fabi             | 1–12             |
| ICI Roloil Team March                          | March 802     | BMW           | 2   | Mike Thackwell       | 1–11             |
| ICI Roloil Team March                          | March 802     | BMW           | 2   | Michael Korten       | 12               |
| ICI Roloil Team March                          | March 802     | BMW           | 3   | Manfred Winkelhock   | 1–12             |
| ICI Roloil Team March                          | March 802     | BMW           | 4   | Cliff Hansen         | 1                |
| Mike Earle Racing with March                   | March 802     | BMW           | 4   | Johnny Cecotto       | 6–7              |
| Mike Earle Racing with March                   | March 802     | BMW           | 4   | Riccardo Paletti     | 8–12             |
| Mike Earle Racing with March                   | March 802     | BMW           | 5   | Patrick Nève         | 6                |
| Mike Earle Racing with March                   | March 802     | BMW           | 5   | Bernard Devaney      | 8                |
| Project Four Racing                            | March 802     | BMW           | 6   | Andrea de Cesaris    | 1–12             |
| Project Four Racing                            | March 802     | BMW           | 13  | Chico Serra          | 1–12             |
| BP/Toleman Group                               | Toleman TG280 | Hart          | 7   | Brian Henton         | 1–12             |
| BP/Toleman Group                               | Toleman TG280 | Hart          | 8   | Derek Warwick        | 1–12             |
| Uher Cassani Racing Team                       | Ralt RT4      | BMW           | 9   | Rad Dougall          | 1–3, 6–7, 12     |
| Uher Cassani Racing Team                       | Ralt RT1      | BMW           | 50  | Christian Danner     | 1–3, 12          |
| Team Tiga                                      | Tiga F280     | BMW           | 10  | Hans-Georg Bürger    | 1–3, 6–9         |
| Sanremo Racing                                 | March 782     | BMW-Heidegger | 11  | Alberto Colombo      | 1–12             |
| Sanremo Racing                                 | March 782     | BMW-Heidegger | 12  | Oscar Pedersoli      | 1–9              |
| Sanremo Racing                                 | March 782     | BMW-Heidegger | 12  | Enzo Coloni          | 10               |
| Sanremo Racing                                 | March 782     | BMW-Heidegger | 12  | Marco Rocca          | 11–12            |
| Sanremo Racing                                 | March 782     | BMW-Heidegger | 81  | Guido Daccò          | 8–12             |
| Sanremo Racing                                 | March 782     | BMW-Heidegger | 35  | Gianfranco Trombetti | 11               |
| Sanremo Racing                                 | March 782     | BMW-Heidegger | 82  | Gianfranco Trombetti | 12               |
| Docking Spitzley                               | Toleman TG280 | Hart          | 14  | Huub Rothengatter    | 1–12             |
| Docking Spitzley                               | Toleman TG280 | Hart          | 15  | Siegfried Stohr      | 3–12             |
| Docking Spitzley                               | Toleman TG280 | Hart          | 40  | Carlo Rossi          | 12               |
| Minardi                                        | Minardi GM75  | BMW           | 16  | Miguel Ángel Guerra  | 1–11             |
| Minardi                                        | Minardi GM75  | BMW           | 17  | Bruno Corradi        | 1–5, 11          |
| Minardi                                        | Minardi GM75  | BMW           | 18  | Beppe Gabbiani       | 6                |
| Minardi                                        | Minardi GM75  | BMW           | 18  | Johnny Cecotto       | 8, 10            |
| MM Mampe Team                                  | Maurer MM80   | BMW           | 19  | Markus Höttinger     | 1–2              |
| MM Mampe Team                                  | Maurer MM80   | BMW           | 19  | Helmut Henzler       | 5–12             |
| MM Mampe Team                                  | Maurer MM80   | BMW           | 20  | Eje Elgh             | 1–4, 12          |
| MM Mampe Team                                  | Maurer MM80   | BMW           | 20  | Patrick Gaillard     | 5–6              |
| MM Mampe Team                                  | Maurer MM80   | BMW           | 20  | Beppe Gabbiani       | 7–12             |
| Merzario Team                                  | Merzario M1   | BMW           | 21  | Mario Ketterer       | 2                |
| Merzario Team                                  | Merzario M1   | BMW           | 22  | Arturo Merzario      | 1–2, 8–12        |
| Merzario Team                                  | Merzario M1   | BMW           | 22  | Guido Daccò          | 3-4              |
| Merzario Team                                  | Merzario M1   | BMW           | 22  | Piero Necchi         | 5                |
| Merzario Team                                  | Merzario M1   | BMW           | 23  | Piero Necchi         | 4,6–12           |
| Merzario Team                                  | Merzario M1   | BMW           | 23  | Arturo Merzario      | 3, 5             |
| British Racing Team                            | March 782     | Hart          | 25  | Wolfgang Locher      | 1–3, 5           |
| BFO Racing Team                                | March 792     | Hart          | 26  | Walter Baltisser     | 2                |
| URD Rennwagenbau                               | March 792     | Hart          | 27  | Harald Grohs         | 1–2              |
| URD Rennwagenbau                               | March 792     | Hart          | 27  | Helmut Bross         | 3, 12            |
| URD Rennwagenbau                               | March 792     | Hart          | 27  | Franz Konrad         | 7                |
| Lista Racing Team                              | March 802     | BMW           | 29  | Bruno Eichmann       | 4                |
| Lista Racing Team                              | March 802     | BMW           | 29  | Bernard Devaney      | 4                |
| Lista Racing Team                              | March 802     | BMW           | 55  | Bernard Devaney      | 3                |
| Lista Racing Team                              | March 802     | BMW           | 30  | Bernard Devaney      | 1, 5, 6          |
| Lista Racing Team                              | March 802     | BMW           | 30  | Bruno Pescia         | 8                |
| Lista Racing Team                              | March 802     | BMW           | 31  | Jürg Lienhard        | 8–12             |
| Lista Racing Team                              | March 802     | BMW           | 46  | Eugen Strähl         | 2, 7–8           |
| Ecurie Ouest Romand                            | March 802     | BMW           | 29  | Ami Guichard         | 12               |
| AMS Racing                                     | AMS 420       | AMS           | 31  | Piero Necchi         | 1, 2             |
| Écurie Motul GPA Nogaro                        | AGS JH17      | BMW-Mader     | 32  | Richard Dallest      | 1–9, 11–12       |
| Écurie Motul GPA Nogaro                        | AGS JH15      | BMW-Mader     | 32  | Richard Dallest      | 10               |
| Ralt Cars                                      | Ralt RH6/80   | Honda         | 34  | Nigel Mansell        | 6–9              |
| Ralt Cars                                      | Ralt RT6      | Honda         | 34  | Tom Gloy             | 10–11            |
| Ralt Cars                                      | Ralt RT2      | Honda         | 34  | Geoff Lees           | 12               |
| Ralt Cars                                      | Ralt RT2      | Honda         | 24  | Nigel Mansell        | 12               |
| Gianfranco Trombetti                           | March 762     | BMW           | 35  | Gianfranco Trombetti | 8                |
| Wendy Wools Divina Galica                      | March 792     | Hart          | 35  | Divina Galica        | 1, 6             |
| Scuderia Vesuvio                               | Ralt RT2      | Hart          | 37  | Maurizio Flammini    | 8, 10, 11        |
| Team Ireland                                   | March 802     | Hart          | 38  | Eddie Jordan         | 6                |
| Crown Industrial Finishes Shand Kydd           | Chevron B48   | Hart          | 39  | Warren Booth         | 1, 6, 8          |
| Ron Harper                                     | Chevron B48   | Hart          | 43  | Ron Harper           | 8                |
| Aycliffe Newton Theodore Racing                | March 802     | Hart          | 44  | Kim Mather           | 1, 6             |
| Willi Siller                                   | Chevron B42   | BMW           | 45  | Willi Siller         | 11               |
| Formel Rennsport Club                          | March 802     | BMW           | 47  | Fredy Schnarwiler    | 1–9              |
| Formel Rennsport Club                          | March 802     | BMW           | 24  | Fredy Schnarwiler    | 10–12            |
| Formel Rennsport Club                          | March 802     | BMW           | 33  | Patrick Studer       | 7–8, 12          |
| Formel Rennsport Club                          | March 802     | BMW           | 58  | Walter Baltisser     | 9                |
| Racing Team Albatross Team Jim Bean Jo Gartner | March 782     | BMW           | 48  | Jo Gartner           | 2–3, 5, 8, 9, 12 |
| Formel 2 Racing Team                           | Chevron B29   | BMW           | 49  | Georg Lorenz         | 2, 12            |
| Trivellato Racing Team                         | Chevron B48   | BMW           | 51  | Danilo Tesini        | 3-4              |
| Trivellato Racing Team                         | Chevron B48   | Hart          | 52  | Danilo Tesini        | 8                |
| Jägermeister Racing Team Bavaria Racing Team   | Chevron B48   | BMW           | 52  | Jochen Dauer         | 2, 3             |
| Sergio Mingotti                                | Mirage M1     | BMW           | 53  | Sergio Mingotti      | 4, 8             |
| Neil Edwards Racing                            | Chevron B48   | Hart          | 54  | Roy Baker            | 6–8              |
| BMTR                                           | March 782     | Hart          | 55  | Paul Smith           | 6, 7, 9          |
| Escuderia TR Balear                            | Chevron B42   | BMW           | 57  | Helmut Kalenborn     | 3                |
| March Racing                                   | March 782     | BMW           | 47  | Patrick Nève         | 7                |
| March Racing                                   | March 782     | BMW           | 57  | Pierre Dieudonné     | 7                |
| March Racing                                   | March 782     | BMW           | 40  | Jan Lammers          | 9                |
| Plygrange Racing                               | Chevron B45   | Ford BDA      | 77  | Jim Crawford         | 6–8              |
| Grange Performance Cars                        | Chevron B48   | Hart          | 78  | Brian Robinson       | 8                |
| Marco Rocca                                    | Osella FA2    | BMW           | 82  | Marco Rocca          | 8                |
| Gelo Racing Team                               | March 792     | BMW           | 82  | Franz Konrad         | 12               |

## Rennkalender
| Nr. | Datum         | Veranstaltung (Rennstrecke)                                                   | Erster                           | Zweiter                        | Dritter                        | Pole-Position                  | Schnellste Runde             |
| --- | ------------- | ----------------------------------------------------------------------------- | -------------------------------- | ------------------------------ | ------------------------------ | ------------------------------ | ---------------------------- |
| 01  | 07. April     | BARC 200 P & O Ferries Formula 2 International Jochen Rindt Trophy (Thruxton) | Brian Henton (Toleman-Hart)      | Derek Warwick (Toleman-Hart)   | Andrea de Cesaris (March-BMW)  | Derek Warwick (Toleman-Hart)   | Brian Henton (Toleman-Hart)  |
| 02  | 13. April     | Deutschland Trophäe Jim Clark Gedächtnisrennen (Hockenheim)                   | Teo Fabi (March-BMW)             | Brian Henton (Toleman-Hart)    | Alberto Colombo (March-BMW)    | Andrea de Cesaris (March-BMW)  | Mike Thackwell (March-BMW)   |
| 03  | 27. April     | ADAC-Eifelrennen (Nürburg)                                                    | Teo Fabi (March-BMW)             | Brian Henton (Toleman-Hart)    | Derek Warwick (Toleman-Hart)   | Richard Dallest (AGS-BMW)      | Mike Thackwell (March-BMW)   |
| 04  | 12. Mai       | Gran Premio di Roma (Vallelunga)                                              | Brian Henton (Toleman-Hart)      | Andrea de Cesaris (March-BMW)  | Derek Warwick (Toleman-Hart)   | Derek Warwick (Toleman-Hart)   | Brian Henton (Toleman-Hart)  |
| 05  | 26. Mai       | Grand Prix Automobile de Pau (Pau)                                            | Richard Dallest (AGS-BMW)        | Siegfried Stohr (Toleman-Hart) | Brian Henton (Toleman-Hart)    | Derek Warwick (Toleman-Hart)   | Brian Henton (Toleman-Hart)  |
| 06  | 08. Juni      | British Marlboro Trophy (Silverstone)                                         | Derek Warwick (Toleman-Hart)     | Andrea de Cesaris (March-BMW)  | Mike Thackwell (March-BMW)     | Brian Henton (Toleman-Hart)    | Brian Henton (Toleman-Hart)  |
| 07  | 22. Juni      | Grote Prijs van Limborg (Zolder)                                              | Huub Rothengatter (Toleman-Hart) | Brian Henton (Toleman-Hart)    | Siegfried Stohr (Toleman-Hart) | Teo Fabi (March-BMW)           | Brian Henton (Toleman-Hart)  |
| 08  | 06. Juli      | Gran Premio del Mugello (Mugello)                                             | Brian Henton (Toleman-Hart)      | Derek Warwick (Toleman-Hart)   | Teo Fabi (March-BMW)           | Derek Warwick (Toleman-Hart)   | Derek Warwick (Toleman-Hart) |
| 09  | 20. Juli      | Grote Prijs van Zandvoort (Zandvoort)                                         | Richard Dallest (AGS-BMW)        | Derek Warwick (Toleman-Hart)   | Teo Fabi (March-BMW)           | Richard Dallest (AGS-BMW)      | Brian Henton (Toleman-Hart)  |
| 10  | 02. August    | Gran Premio del Mediterraneo (Pergusa-Enna)                                   | Siegfried Stohr (Toleman-Hart)   | Brian Henton (Toleman-Hart)    | Manfred Winkelhock (March-BMW) | Siegfried Stohr (Toleman-Hart) | Teo Fabi (March-BMW)         |
| 11  | 10. August    | Gran Premio dell’Adriatico (Misano)                                           | Andrea de Cesaris (March-BMW)    | Brian Henton (Toleman-Hart)    | Derek Warwick (Toleman-Hart)   | Brian Henton (Toleman-Hart)    | Brian Henton (Toleman-Hart)  |
| 12  | 28. September | Preis von Baden-Württemberg und Hessen (Hockenheim)                           | Teo Fabi (March-BMW)             | Nigel Mansell (Ralt-Honda)     | Siegfried Stohr (Toleman-Hart) | Teo Fabi (March-BMW)           | Teo Fabi (March-BMW)         |

## Fahrerwertung
| Platz | Fahrer              | Punkte |
| ----- | ------------------- | ------ |
| 01    | Brian Henton        | 61     |
| 02    | Derek Warwick       | 42     |
| 03    | Teo Fabi            | 38     |
| 04    | Siegfried Stohr     | 29     |
| 05    | Andrea de Cesaris   | 28     |
| 06    | Richard Dallest     | 23     |
| 07    | Huub Rothengatter   | 21     |
| 08    | Mike Thackwell      | 11     |
| 09    | Miguel Ángel Guerra | 10     |
| 10    | Chico Serra         | 09     |
|       | Alberto Colombo     | 09     |
| 12    | Nigel Mansell       | 08     |
| 13    | Manfred Winkelhock  | 04     |
| 14    | Oscar Pedersoli     | 03     |
| 15    | Jochen Dauer        | 02     |
| 16    | Beppe Gabbiani      | 01     |
|       | Fredy Schnarwiler   | 01     |

- Es sind nur die ersten 17 Fahrer aufgeführt.